# Топологічний дефект
Топологічний дефект (топологічний солітон) — розв'язок системи диференціальних рівнянь або рівнянь квантової теорії поля, гомотопічно відмінний від вакуумного розв'язку.
Прикладами є солітони, які існують у багатьох точно розв'язуваних моделях, гвинтові дислокації в кристалічних матеріалах, скірміон і модель Весса — Зуміно — Віттена у квантовій теорії поля.

## Космологія
Деякі теорії великого об'єднання передбачають топологічні дефекти, які повинні були сформуватися в ранньому всесвіті. Еволюція раннього всесвіту описується як послідовність фазових переходів. Під час цих фазових переходів може відбуватися спонтанне порушення симетрії. При цьому можливе виникнення топологічних дефектів, таких як доменні стінки, космічні струни, магнітні монополі і космологічні текстури. Утворення топологічних дефектів описується механізм Кіббла, у якому деяке фізичне поле (наприклад, поле Хіггса) зазнає спонтанного порушення симетрії і здійснює фазовий перехід від хибного вакууму до дійсного. Якщо поле Хіггса однокомпонентне, після фазового переходу утворюються двовимірні топологічні дефекти — доменні стінки. Фазовий перехід двокомпонентного поля Хіггса призводить до утворення одновимірних топологічних дефектів — космічних струн. Розглядають також механізм Кіббла для трикомпонентного поля з утворенням магнітних монополів і для чотирикомпонентного з утворенням космічних текстур. В усіх випадках фізичне поле залишається у стані хибного вакууму в межах топологічного дефекту.
Найчастіше розглядається виникнення топологічних дефектів у фазовому переході від електроядерної взаємодії до електрослабкої та сильної ядерної взаємодій. До переходу всесвіт має описуватись теорією великого об'єднання, а після переходу — стандартною моделлю фізики елементарних частинок. Згідно з деякими теоріями, в епоху великого об'єднання всесвіт розширювався експоненційно, відповідно до моделі космічної інфляції. Причиною інфляції може були поле Хіггса, що описує електроядерну взаємодію у теорії великого об'єднання. Під час інфляції поле Хіггса перебувало у стані хибного вакууму, а електроядерна взаємодія описувалась групою симетрії SU(5). Після завершення інфляції і формування топологічних дефектів три фізичні взаємодії описуються окремими групами симетрії: сильна ядерна — SU(3), слабка ядерна — SU(2) і електромагнітна — U(1).
Топологічні дефекти можуть мати вплив на формування структури всесвіту та розподіл галактик, але сучасні спостереження реліктового випромінювання обмежують їх внесок у повну густину всесвіту значенням 10−5%. Якби у реальному всесвіті існували доменні стінки, вони б добре спостерігалися. Текстури, згідно з теоретичними моделями, нестійкі і зникаю одразу після утворення. Монополі розносяться в ході інфляції на гігантські відстані і їх дуже важко знайти. Тому найбільш реалістичними топологічними дефектами залишаються космічні струни. Вони можуть бути однією з складових темної матерії і джерелом космічних променів надвисоких енергій.

## Фізика конденсованого стану речовини
У фізиці конденсованого стану теорія гомотопічних груп являє собою природний інструмент для опису та класифікації дефектів у впорядкованих системах. Топологічні методи використовувалися під час розв'язування деяких задач теорії конденсованого стану. Пінару і Таулесс використовували топологічні методи, щоб отримати умову, за якої лінійні дефекти в рідких кристалах можуть перетинати один одного без заплутування. Це стало нетривіальним застосуванням топології у фізиці і привело до відкриття своєрідної гідродинамічної поведінки надплинного гелію-3 в A-фазі. Топологічні дефекти можуть також спостерігатися у льоді при замерзанні звичайної води.

### Стабільність дефектів
Теорія гомотопій глибоко пов'язана зі стабільністю топологічних дефектів. У випадку лінійних дефектів, якщо замкнутий шлях може бути безперервно деформований в одну точку, то дефект нестабільний, а в іншому випадку — стабільний.
На відміну від космології і теорії поля, топологічні дефекти в конденсованому середовищі можуть спостерігатися експериментально.